# Hugo Krüss
Andreas Hugo Krüss (* 23. Februar 1853 in Hamburg; † 27. April 1925 ebenda) war ein deutscher Physiker, Unternehmer und Präsident des Kirchenrates.

## Leben und berufliches Wirken

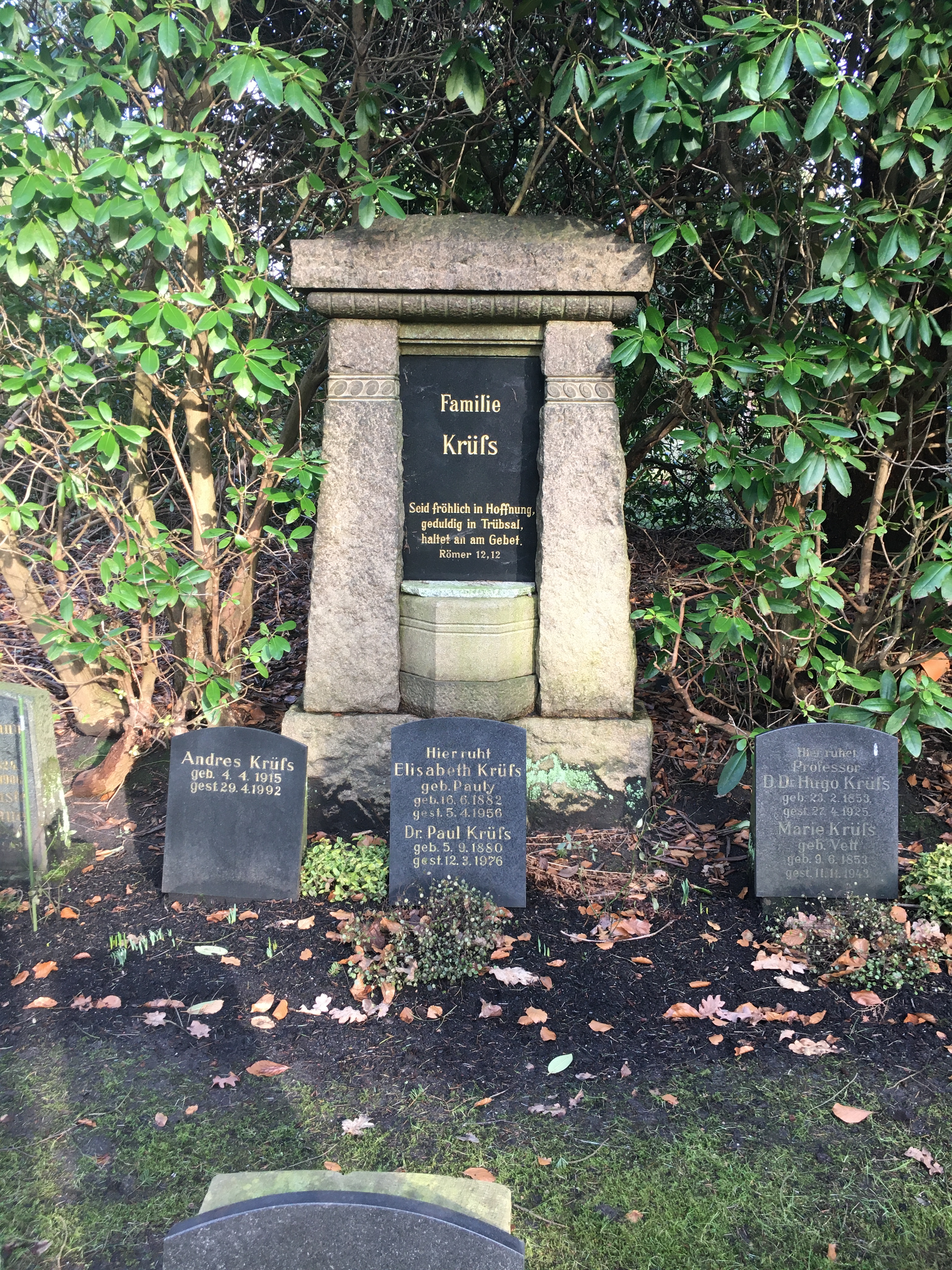
Familiengrabstätte Krüss auf dem Friedhof Ohlsdorf

Hugo Krüss war der älteste Sohn von Edmund Johann Krüss (1824–1906) und dessen Gattin Agathe Auguste Krüss, geborene Bauer (1829–1912). Sein Vater war Optiker und leitete die optisch-astronomische Werkstatt C. A. Krüss mit Sitz in Hamburg. Hugo Krüss besuchte die Privatschule Dr. Schuster und erhielt eine optisch-mechanische Ausbildung in den mechanischen Werkstätten Dennert & Pape in Altona und der optisch-astronomischen Werkstatt C. A. Steinheil & Söhne in München. Im Herbst 1871 begann er ein Studium am Polytechnikum München und wechselte 1872 an die Ludwig-Maximilians-Universität. Er wurde dort ein Jahr später bei Philipp Ludwig von Seidel und Gustav Bauer mit summa cum laude promoviert. In seiner Promotion behandelte er die Vergleichung einiger Objectiv-Constructionen.
Krüss absolvierte anschließend den Militärdienst und arbeitete ab dem 1. November 1874 im Unternehmen seines Vaters, das er ab 1888 alleine führte. Unter seiner Ägide erweiterte er das Produktportfolio um photometrische und spektroskopische Instrumente und versuchte, existierende Geräte zu verbessern. Dazu stellte er theoretische Untersuchungen an, die in zahlreichen Zeitschriften erschienen. Zu Krüss wesentlichen Konstruktionen zählen das Prismenphotometer im Jahr 1884, ein Jahr später das Kompensationsphotometer, das Farbunterschiede zweier verschiedenfarbiger Lichtquellen reduzierte, ein Glühlampenstativ folgte 1887 und 1888 das Polarisationsphotometer. Außerdem entwickelte er 1894 mehrere Varianten von Photometern, die nach einem von Eugen Brodhun und Otto Lummer entwickelten System arbeiteten. Im Bereich der Photometrie galt Krüss als einer der ersten, der das gesamte Themengebiet praktisch und theoretisch abdecken konnte. Er verfasste mehrere Monografien, die neben der Photometrie auch die Spektralanalyse behandelten.
1920 übernahm sein Sohn Paul Krüss (1880–1976) die Unternehmensleitung. Hugo Krüss wurde in der Familiengrabstätte auf dem Friedhof Ohlsdorf beigesetzt. Sie liegt südöstlich von Kapelle 7 im Planquadrat AC 24. 

## Engagement in Politik, Gesellschaft und Kirche
Neben den Tätigkeiten als Unternehmer war Hugo Krüss in Politik und Kirche aktiv. Von 1898 bis 1921 war er gewähltes Mitglied der Oberschulbehörde. In dieser Position setzte er sich insbesondere für die Gründung und Weiterentwicklung von Forschungseinrichtungen ein. Dazu gehörten die Hamburger Sternwarte und mehrere Institute, die zu dieser Zeit entstanden: das Botanische (1901), das Physikalische (1885) und das Chemische Staatsinstitut (1878) sowie das Zoologische (1919) und das Geologische Institut (1907). Außerdem setzte sich Krüss dafür ein, dass an Höheren Schulen naturwissenschaftliche Sammlungen und Laboratorien erweitert und die hygienischen Verhältnisse verbessert werden konnten.
Krüss gehörte mehreren wissenschaftlichen Vereinen wie dem Naturwissenschaftlichen Verein in Hamburg, dem Kuratorium der Hamburgischen Wissenschaftlichen Stiftung, dem Verein für Gesundheitspflege und der Gesellschaft zur Förderung der Amateurphotographie an. Außerdem leitete er für mehr als 25 Jahre die Deutsche Gesellschaft für Mechanik und Optik. Seit 1890 gehörte er der Leopoldina an, wurde sechs Jahre später Mitglied des Vorstands des Berliner Vereins für wissenschaftliche Photographie und 1903 Kommissionsmitglied des Kaiserlichen Statistischen Amtes für den deutschen Ausfuhrhandel. Im Vorstand des Deutschen Museums in München engagierte sich Krüss seit 1904 und amtierte seit 1909 als Vizepräsident und korrespondierendes Mitglied der Illuminating Enquiring Society in London. Seit 1913 saß er im Vorstand der Deutschen Beleuchtungstechnischen Gesellschaft und beteiligte sich ab 1914 im geschäftsführenden Ausschuss der internationalen Beleuchtungskommission.
Darüber hinaus wirkte Hugo Krüss in der protestantischen Kirche. Ab 1822 gehörte er dem Vorstand der St. Nikolaikirche an und wurde dort 1919 erster Vorsitzender. Ab 1891 beteiligte er sich in der Synode, trat 1896 in den Kirchenrat ein und übernahm 1919 das Präsidentenamt des Kirchenrats. Krüss gehörte seit 1899 dem Kollegium der Oberalten an und wurde 1913 deren Präses. Außerdem hatte er den Vorsitz des Deutschen Protestantenvereins inne. 1886 gehörte er zu den Mitgründern des hamburgischen Hauptvereins der Deutschen Ostasienmission. Krüss, der in Glaubensfragen liberal eingestellt war, versuchte, die seelsorgerische Betreuung in den Vorstadtgebieten zu verbessern.

## Ehrungen
Hugo Krüss wurde für seine Verdienste vielfach ausgezeichnet. 1901 erhielt er durch den König von Preußen den Rothen Adlerorden vierter Klasse. Die Auszeichnung erfolgte insbesondere aufgrund der erfolgreichen Präsentation deutscher Mechanik und Optik während der Weltausstellung in Paris. 1905 erhielt Krüss einen Ruf Wilhelm II. in das Kuratorium der Physikalisch-Technischen Reichsanstalt. Seit 1907 war Krüss Träger des Königlichen Kronen Ordens und seit 1917 durch den Hamburger Senat ernannter Professor. Die theologische Ehrendoktorwürde der Universität Göttingen erhielt er 1919. Zudem war er seit 1921 Ehrenmitglied der Universität Hamburg.
Seit 1930 erinnert der Krüßweg in Hamburg-Barmbek-Nord an Hugo Krüss.